# Sphaerodactylus ocoae
Sphaerodactylus ocoae — вид геконоподібних ящірок родини Sphaerodactylidae. Ендемік Домініканської Республіки.

## Поширення і екологія
Sphaerodactylus ocoae відомі з типової місцевості, розташованої в горах Сьєрра-де-Оноа в провінції Перавія на півдні острова Гаїті. Вони живуть в сухих тропічних лісах, в заростях бромелієвих, серед опалого листя. Зустрічаються на висоті від 150 до 215 м над рівнем моря. Відкладають яйця.

## Збереження
МСОП класифікує цей вид як такий, що перебуває під загрозою зникнення. Sphaerodactylus ocoae загрожує знищення природного середовища. 